# Begonia cathayana
Espèce
Begonia cathayana est une espèce de plantes de la famille des Begoniaceae. Ce bégonia rhizomateux est originaire de Chine.

## Répartition géographique
Cette espèce est originaire du pays suivant : Chine.

## Classification
Begonia cathayana fait partie de la section Platycentrum du genre Begonia, famille des Begoniaceae.
L'espèce a été décrite en 1908 par William Botting Hemsley (1843-1924). L'épithète spécifique cathayana signifie « de Chine ».